# Nicomache monroi
Nicomache monroi är en ringmaskart som beskrevs av Hartman 1967. Nicomache monroi ingår i släktet Nicomache och familjen Maldanidae. Inga underarter finns listade i Catalogue of Life.